# Einheitliches Patentgericht
Das Einheitliche Patentgericht (EPG), das zum 1. Juni 2023 seine Tätigkeit aufgenommen hat, ist ein Gerichtshof mit zwei Instanzen für Streitigkeiten, die das europäische Patent (einschließlich des Einheitspatents) betreffen. Dieses Gericht wird grundsätzlich (vorbehaltlich der Möglichkeit des opt-out) für Nichtigkeitsklagen gegen Europäische Patente einschließlich der Einheitspatente, für Klagen wegen deren Verletzung und für Klagen gegen das Europäische Patentamt wegen der Zurückweisung des Antrags auf Registrierung des einheitlichen Patentschutzes zuständig sein. Die Möglichkeit des Einspruchs gegen das Europäische Patent innerhalb von neun Monaten nach dessen Erteilung bleibt hiervon unberührt.
Damit das Gericht die Arbeit aufnehmen kann, musste das Übereinkommen über ein Einheitliches Patentgericht (EPGÜ) von 13 Staaten der EU, darunter Deutschland, Frankreich und (bis zum Brexit) das Vereinigte Königreich, ratifiziert werden. Die Ratifizierung durch die Bundesrepublik Deutschland war innerstaatlich seit Herbst 2021 anschließend vorbereitet, aber das Ratifikationsinstrument wurde zunächst noch nicht deponiert. Das Vereinigte Königreich verkündete am 27. Februar 2020, dass es trotz Ratifizierung nicht am Einheitspatent-System und dem Einheitlichen Patentgericht teilnehmen wird und widerrief die Ratifikation formell am 20. Juli 2020, weshalb der ursprünglich vereinbarte Standort im Vereinigten Königreich (London) wegfiel.

## Rechtsgrundlagen
- Das Übereinkommen über das Einheitliche Patentgericht (EPGÜ). Veröffentlicht im Amtsblatt der Europäischen Union („C 175“) vom 20. Juni 2013 und auf der EPG-Webseite.[4][8]
- Das Protocol to the Agreement on a Unified Patent Court on provisional application (PPA) ‚Protokoll zur vorläufigen Anwendung des Übereinkommens über ein Einheitliches Patentgericht (PVA)‘[9][10]
- Die Verfahrensordnung des Einheitlichen Patentgerichts (EPGVO). Veröffentlicht auf der EPG-Webseite.[11]
- in der Bundesrepublik Deutschland:
  - Gesetz zur Anpassung patentrechtlicher Vorschriften auf Grund der europäischen Patentreform vom 20. August 2021, BGBl. 2021 I S. 3914 (insbesondere Einfügung von Art. II §§ 15–20 IntPatÜG).
- in der Republik Österreich:
  - Vgl. das Protokoll zum Übereinkommen über ein Einheitliches Patentgericht betreffend die vorläufige Anwendung.[12]

## Aufbau des Gerichts

### Spruchkörper

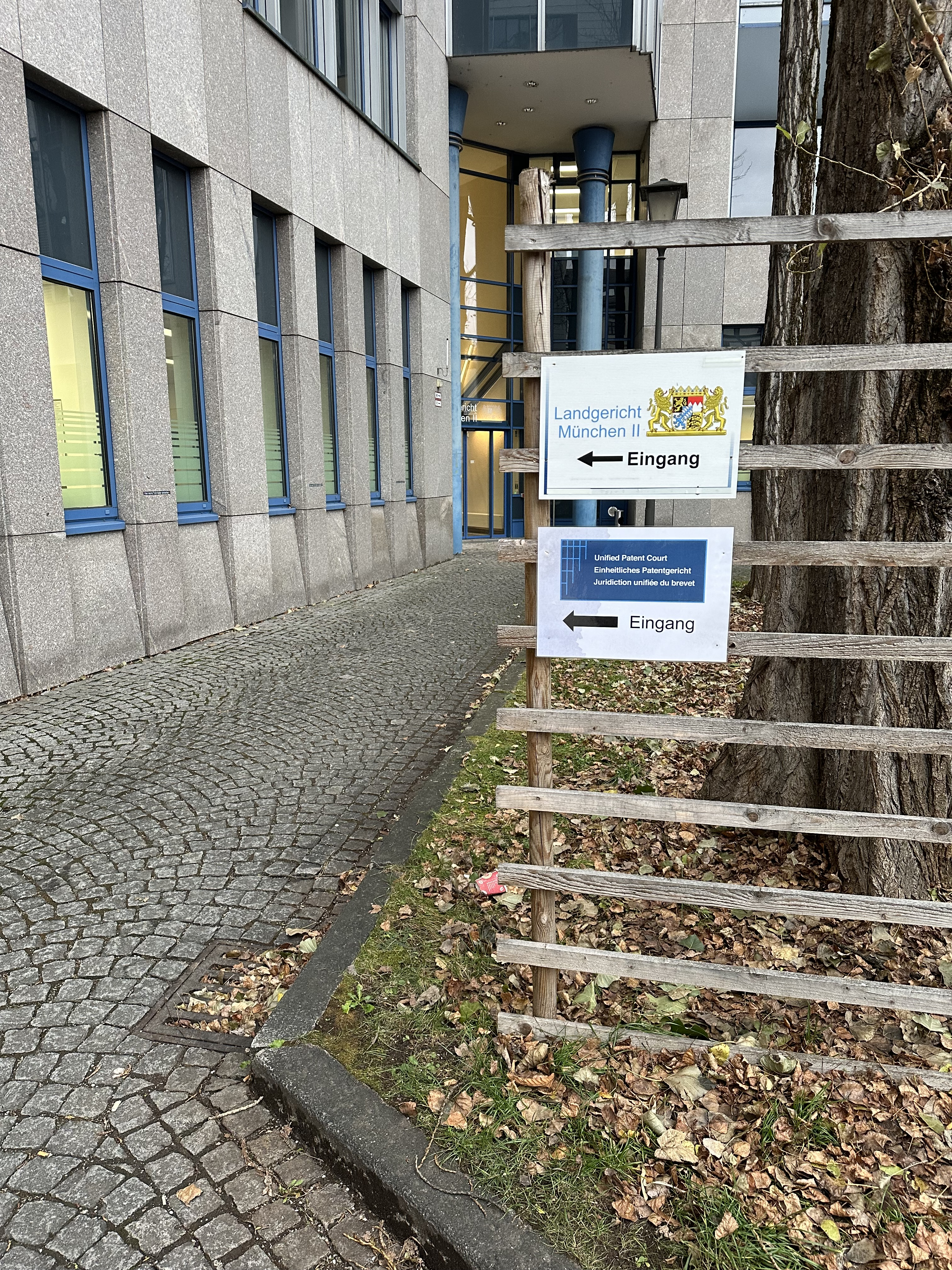
Eingang zur Lokalkammer München

Gemäß Artikel 8 EPGÜ umfasst das Gericht:
- ein Gericht erster Instanz, mit
  - einer Zentralkammer (Central Division) in Paris mit je einer Abteilung in Mailand (seit 2024) und München
  - bis zu vier Lokalkammern (Local Division) je Vertragsmitgliedstaat
  - Regionalkammern (Regional Division) für zwei oder mehr Vertragsmitgliedstaaten, die an unterschiedlichen Orten tagen können
- ein Berufungsgericht (Sitz: Luxemburg) und
- eine Kanzlei (Sitz: Luxemburg).

Die Lokalkammern und Regionalkammern werden auf Antrag der jeweiligen Vertragsmitgliedstaaten eingerichtet. Am 8. Juli 2022 hat der Verwaltungsausschuss beschlossen, folgende Kammern des Gerichts erster Instanz einzurichten und ihnen folgende Zahl an Richtern dauerhaft zuzuweisen:
- Lokalkammern
  - Wien, Österreich – 1 rechtlich qualifizierter Richter
  - Brüssel, Belgien – 1 rechtlich qualifizierter Richter
  - Kopenhagen, Dänemark – 1 rechtlich qualifizierter Richter
  - Helsinki, Finnland – 1 rechtlich qualifizierter Richter
  - Paris, Frankreich – 2 rechtlich qualifizierte Richter
  - Düsseldorf, Deutschland – 2 rechtlich qualifizierte Richter
  - Hamburg, Deutschland – 2 rechtlich qualifizierte Richter
  - Mannheim, Deutschland – 2 rechtlich qualifizierte Richter
  - München, Deutschland – 2 rechtlich qualifizierte Richter
  - Mailand, Italien – 2 rechtlich qualifizierte Richter
  - Lissabon, Portugal – 1 rechtlich qualifizierter Richter
  - Laibach, Slowenien – 1 rechtlich qualifizierter Richter
  - Den Haag, Niederlande – 2 rechtlich qualifizierte Richter
- Regionalkammer
  - Nordisch-baltische Regionalkammer, hauptsächlich in Stockholm ansässig – 2 rechtlich qualifizierte Richter

### Richter
Am 19. Oktober 2022 wurden die Namen von 85 Richtern (34 juristisch und 51 technisch qualifizierte), deren Zuweisung zum Berufungsgericht und den Kammern des Gerichts erster Instanz, die Namen der Präsidenten und die Zusammensetzung des Präsidiums bekannt gegeben. Die deutschen und österreichischen, juristisch vorgebildeten Richter wurden zugewiesen:
- Berufungsgericht
  - Klaus Grabinski (Präsident)
  - Patricia Rombach
- Gericht erster Instanz
  - Zentralkammer Paris
    - Maximilian Haedicke

  - Zentralkammer Abteilung München
    - Ulrike Voß (Vorsitzende)[15]

  - Lokalkammer Düsseldorf
    - Bérénice Thom
    - Ronny Thomas (Mitglied des Präsidiums, Vorsitzender[15])
    - Jule Schumacher (seit 3. Februar 2025)[16]

  - Lokalkammer Hamburg
    - Sabine Klepsch (Vorsitzende)[15]
    - Stefan Schilling

  - Lokalkammer Mannheim
    - Holger Kircher
    - Peter Tochtermann (Mitglied des Präsidiums, Vorsitzender[15])
    - Dirk Böttcher (seit 3. Juni 2024)[17]

  - Lokalkammer München
    - Tobias Pichlmaier
    - Matthias Zigann (Vorsitzender)[15]

  - Lokalkammer Wien
    - Walter Schober (Vorsitzender)[15]

## Inkrafttreten des Übereinkommens
Artikel 89 Absatz 1 des Übereinkommens regelt sein Inkrafttreten am 1. Januar 2014 „oder am ersten Tag des vierten Monats nach Hinterlegung der dreizehnten Ratifikations- oder Beitrittsurkunde gemäß Artikel 84, einschließlich der Hinterlegung durch die drei Mitgliedstaaten, in denen es im Jahr vor dem Jahr der Unterzeichnung des Übereinkommens die meisten geltenden europäischen Patente gab, oder am ersten Tag des vierten Monats nach dem Inkrafttreten der Änderungen der Verordnung (EU) Nr. 1215/2012, die das Verhältnis zwischen jener Verordnung und diesem Übereinkommen betreffen, je nachdem, welcher Zeitpunkt der späteste ist.“
Die Mitgliedsstaaten mit den meisten geltenden Europäischen Patenten im Jahr vor der Unterzeichnung des Übereinkommens waren die Bundesrepublik Deutschland, Frankreich und das Vereinigte Königreich.
Frankreich hat seine Ratifikationsurkunde am 14. März 2014 hinterlegt. Am 26. April 2018 ratifizierte das Vereinigte Königreich das Übereinkommen, widerrief die Ratifizierung jedoch aufgrund des Brexits am 20. Juli 2020. Die Ratifizierung in Deutschland ist nach einer zwischenzeitlichen Aufhebung des Zustimmungsgesetzes durch das Bundesverfassungsgericht und der anschließenden Beschließung des erneut eingebrachten Zustimmungsgesetzes im Bundestag und Bundesrat – gegen das zwei Verfassungsbeschwerden eingereicht, jedoch zurückgewiesen wurden – vollzogen, da die Bundesrepublik Deutschland die Ratifikationsurkunde zwar unterzeichnet, aber zunächst noch nicht hinterlegt hatte. Dies beruhte auf der von Deutschland informell übernommenen Rolle als “Gate keeper” (deutsch: „Torwächter“), um ein Inkrafttreten erst zu einem Zeitpunkt sicher zu stellen, zu dem die Arbeitsfähigkeit des Gerichts geschaffen sein wird. Seit der Hinterlegung der Ratifikationsurkunde am 17. Februar 2023 steht der Arbeitsbeginn des Gerichts am 1. Juni 2023 fest.

## Dritter Standort der Zentralkammer
In Italien wurden Forderungen erhoben, dass das Ausscheiden des Vereinigten Königreichs und damit des Standortes in London eine Änderung des Vertrages notwendig machen würde. Die italienische Regierung setzte sich für die Einrichtung einer Abteilung der Zentralkammer in Mailand ein. Bis ein neuer Standort bestimmt war, wurden für die Zentralkammer London bestimmte Fälle vorübergehend auf die Standorte in Paris und München verteilt.
Mit Beschluss vom 26. Juni 2023 wurde das Übereinkommen dahingehend geändert, dass eine dritte Zentralkammer in Mailand vorgesehen ist. Am 27. Juni 2024 hat die Zentralkammer Mailand ihre Arbeit aufgenommen.

## Protokoll zur vorläufigen Anwendung des Übereinkommens
Das Protokoll zur vorläufigen Anwendung des Übereinkommens hat die rechtliche Grundlage dafür geschaffen, dass institutionelle, finanzielle und administrative Bestimmungen des Übereinkommen über das Einheitliche Patentgericht bereits anwendbar wurden, bevor das Übereinkommen in Kraft tritt. In ihr konnten bereits Richter ernannt und die IT-Systeme erprobt werden. Damit wird sichergestellt, dass das Einheitliche Patentgericht vom ersten Tag des Inkrafttretens des Übereinkommens an tätig werden kann.
Damit das Protokoll in Kraft treten konnte, waren die Ratifikationen oder vergleichbare Hinterlegungen von 13 teilnehmenden Mitgliedsstaaten erforderlich, darunter der Bundesrepublik Deutschland, Frankreichs und Großbritanniens. Die Bundesrepublik Deutschland ratifizierte als letzter Staat das Protokoll im Herbst 2021.

## Sunrise Period
In den Zeit von der Hinterlegung der letzten notwendigen Ratifikationsurkunde bis zum Inkrafttreten des Übereinkommens am ersten Tag des vierten darauf folgenden Monats (Art. 89 Abs. 1 Satz 1 des Übereinkommens) – der sogenannten „Sunrise Period“ – wird es erstmals möglich sein, bis dahin erteilte Europäische Patente durch ein sogenanntes „Opt-out“ aus der Zuständigkeit des Einheitlichen Patentgerichts zu nehmen.

## Roadmap
Das Vorbereitungsteam des Einheitlichen Patentgerichts veröffentlichte am 6. Oktober 2022 eine Roadmap zur Errichtung des Gerichts. Diese sieht zahlreiche Aktivitäten zur Personalrekrutierung und Meilensteine vor, die zum Inkrafttreten des Übereinkommens führen sollen. Darin wurde auch bekanntgegeben, dass ein Arbeitsbeginn des Gerichts am 1. April 2023 vorgesehen sei. Das Gericht sollte zu diesem Zeitpunkt Fälle übernehmen können.
Am 19. Oktober 2022 teilte das Gericht die Ernennung von 85 Richtern mit; davon sind 34 rechtlich und 51 technisch qualifizierte Richter. Außerdem informierte das Gericht über die Zusammensetzung des Präsidiums. Die Leitung des Gerichts liegt bei Klaus Grabinski aus Deutschland als Präsident des Berufungsgerichts und der Französin Florence Butin als Präsidentin des Gerichts erster Instanz.
Am 5. Dezember 2022 gab der Verwaltungsausschuss bekannt, dass der Beginn der Sunrise-Preriod um zwei Monate auf den 1. März 2023 und damit der Arbeitsbeginn auf den 1. Juni 2023 verschoben worden ist.

## Fallzahlen
Seit Start des Gerichts im Juni 2023 sind bis zum 31. Mai 2025 883 Fälle eingegangen. Davon 320 Verletzungsklagen, 304 Nichtigkeitswiderklagen und 65 eigenständige Nichtigkeitsklagen. 88 Anträge auf einstweilige Maßnahmen wurden in der ersten Instanz eingereicht.

## Umsetzung in Deutschland

### Zustimmungsgesetz
Das Übereinkommen über ein Einheitliches Patentgericht wurde durch das Gesetz zur Anpassung patentrechtlicher Vorschriften auf Grund der europäischen Patentreform zur Anwendung gebracht. Ein entsprechender Referentenentwurf wurde am 27. Mai 2016 von der Bundesregierung beschlossen. Die Zustimmungen erfolgten am 10. März 2017 einstimmig im Bundestag und am 10. Februar und 21. März 2017 im Bundesrat. Zur Entscheidung im Bundestag waren allerdings nur 35 Mitglieder anwesend, wobei sämtliche Reden nur zu Protokoll gegeben worden sind.
Demnach wird das Gesetz über internationale Patentübereinkommen (IntPatÜG) folgendermaßen angepasst:
- Mit Wirkung für die Bundesrepublik Deutschland erteilte Europäische Patente können nur dann durch ein deutsches Gericht für nichtig erklärt werden, wenn das Einheitliche Patentgericht nicht zuständig ist.
- Während ein nationales deutsches Patent durch ein Europäisches Patent für Deutschland auf die gleiche Erfindung des gleichen Inhabers wirkungslos wird, können ein nationales deutsches Patent und ein entsprechendes Einheitspatent nebeneinander bestehen. Jedoch hat der Patentinhaber beider Schutzrechte im Falle der Verletzung eines seiner Patente vorab festzulegen, aus welchem Patent er gegen den Verletzer vorgehen möchte.
- Damit Entscheidungen und Anordnungen des Einheitlichen Patentgerichts ohne Schwierigkeiten im Inland vollstreckt werden können, wird es eine neue zwangsvollstreckungsrechtliche Vorschrift geben.
- Die Justizbeitreibungsordnung wird für die Beitreibung bestimmter Ansprüche des Einheitlichen Patentgerichts für entsprechend anwendbar erklärt, und es werden in diesem Zusammenhang die Aufgaben des Bundesamts für Justiz (BfJ) erweitert.
- Wichtige Änderungen im Zusammenhang mit dem neuen europäischen Patentsystem sind im Bundesgesetzblatt bekanntzumachen.

### Verfassungsbeschwerde
Nach Eingang einer Verfassungsbeschwerde, mit der vor allem der Verstoß gegen Art. 92 GG und Art. 23 Abs. 1 S. 3 GG i. V. m. Art. 92 GG und Art. 79 Abs. 2 GG gerügt wird, hat der Bundespräsident auf Bitten des Bundesverfassungsgerichts zunächst die Ausfertigung der Gesetze ausgesetzt. Die Fraktion der AfD hatte im Bundestag am 15. März 2018 den Antrag gestellt, das Gesetz zu dem Übereinkommen vom 19. Februar 2013 über ein einheitliches Patentgericht und das Gesetz zur Anpassung patentrechtlicher Vorschriften aufgrund der europäischen Patentreform noch vor dem Inkrafttreten wieder aufheben zu lassen. Nach einer Debatte von 45 Minuten überwies der Bundestag den Antrag zur federführenden Beratung an den Rechtsausschuss. Mit Beschluss vom 13. Februar 2020 erklärte das Bundesverfassungsgericht den Art. 1 Abs. 1 Satz 1 des Gesetzes für verfassungswidrig und nichtig, da es sich der Sache nach um eine Änderung des Grundgesetzes handelt, für die aber die notwendige Zweidrittelmehrheit im Bundestag nicht zustande gekommen ist. Die damalige Bundesjustizministerin Christine Lambrecht kündigte daraufhin an, dass noch in der laufenden Legislaturperiode erneut abgestimmt werden soll.

### Erneute Verabschiedung und Verkündung des Zustimmungsgesetzes
Das Zustimmungsgesetz wurde vom Bundestag am 26. November 2020 erneut verabschiedet und hat am 16. Dezember 2020 auch den Bundesrat passiert. Zwei erneute Verfassungsbeschwerden beim Bundesverfassungsgericht (Az. 2 BvR 2216/20 und 2 BvR 2217/20). sind erfolglos geblieben (BVerfG, Beschluss des Zweiten Senats vom 23. Juni 2021 – 2 BvR 2216/20). Die Veröffentlichung des Zustimmungsgesetzes ist am 12. August 2021 erfolgt. Die Ratifikationsurkunde wurde am 17. Februar 2023 hinterlegt.